# El Arbaa de Taurt
El Arbaa de Taurt (en árabe: أربعاء تاوريرت‎, en francés: Arbaa Taourirt) es un municipio marroquí en la región de Tánger-Tetuán-Alhucemas. Desde 1912 hasta 1956 perteneció a la zona norte del Protectorado español de Marruecos. 
La ciudad celebra un mercado semanal todos los miércoles. Es conocida principalmente por el sitio histórico de Kelaat Arbaa Taourirt, también conocido como "Fousina", un castillo erigido en la década de 1940 por las autoridades del Protectorado español.

## Toponimia
El nombre puede hacer referencia a al'arbiea en árabe, que significa miércoles, y al cuarto día en cabilio. Hace alusión al "mercado de los miércoles", como sucede con las poblaciones de Larva (Jaén) o Larbaâ (Argelia).